# リリアール
リリアール (Lilial) またはリリーアルデヒド (Lily aldehyde) は、芳香族アルデヒドの一種で合成香料の一つ。IUPAC名では3-(4-tert-ブチルフェニル)-2-メチルプロパナールと呼ばれる。リリアールはGivaudan社の商標名であるが、一般的にはこの名称で知られている。

## 概要
ほとんど無色透明の液体でスズラン様の香気があり、p-tert-ブチルベンズアルデヒドから合成される。スキンケアローションなどの化粧品などへの香料として使用される。他のアルデヒド類と同様、長期保管や空気との接触により酸化される。

## 安全性
しばしばアレルゲンとして作用し、感受性の高い場合は接触皮膚炎の原因となる 。EU消費者安全科学委員会はリリアールに対して「酸化防止剤としてα-トコフェロールを添加した場合、現在の濃度制限では安全とみなすことができるが、異なる製品を併用した場合の総暴露を考慮すると安全とみなすことはできない」との勧告を行っている。

## 規制
日本の消防法では危険物第4類第3石油類に分類される。
国際香粧品香料協会により、IFRAスタンダードの使用制限成分に指定されており、一般消費者製品別に定められた濃度までであるなら安全性に問題はないとされる。
以前はEU化粧品規則1223/2009 附属書IIIにリストアップされ、化粧品等の一般消費者製品に一定量以上含まれる場合は外装への成分表示が義務付けられていた。
2020年5月には欧州委員会が、CLP規則におけるRepr. 1B（生殖毒性、CMR区分1B）の調和分類を発表した。これによりREACH規則における第25次 SVHCに指定されている。また、化粧品規則ではCMR区分1の成分は自動的に禁止されるため、EU域内で販売される化粧品には現在は使用できない。